# معاهدة باريس (1783)

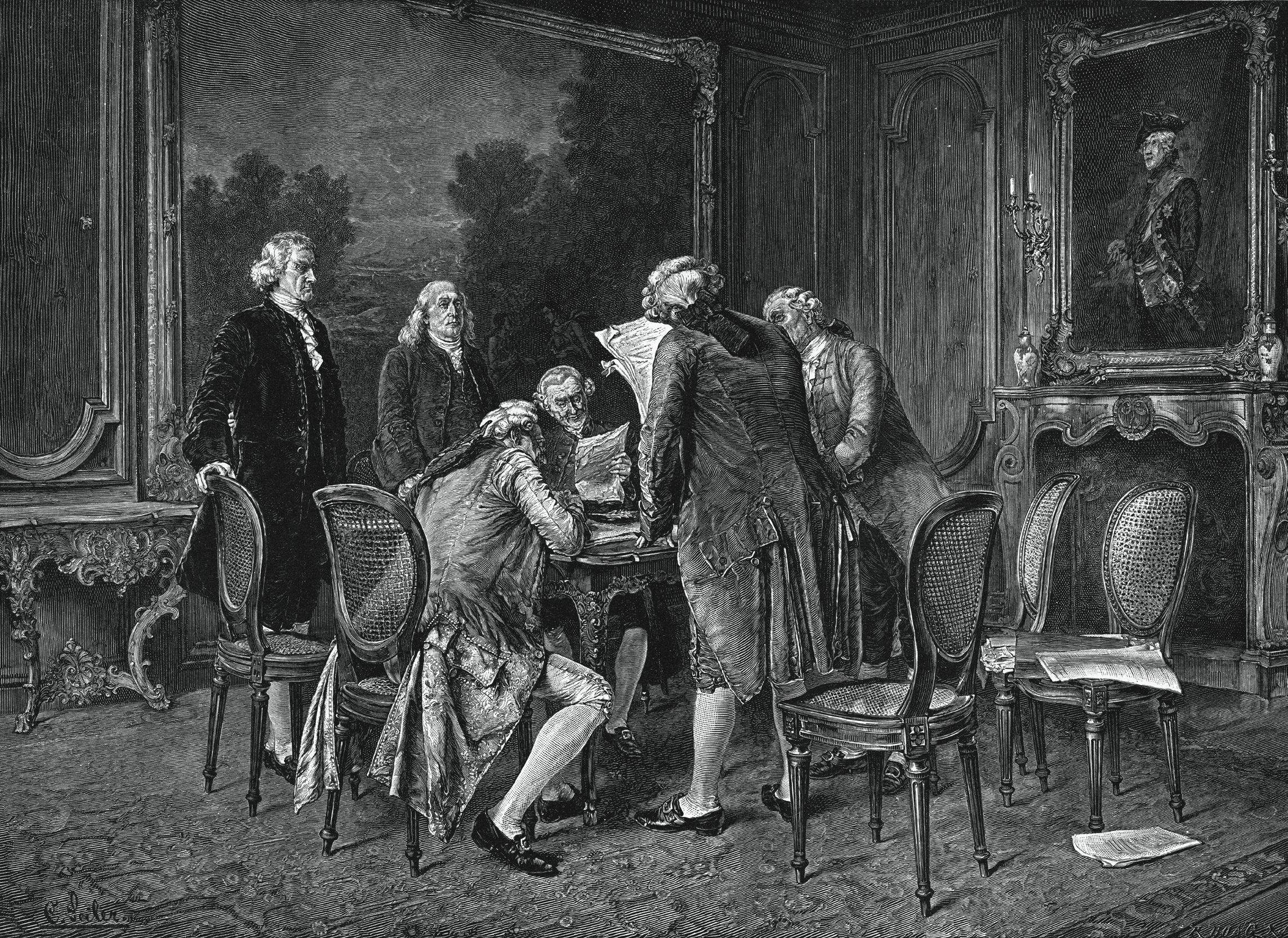
توقيع معاهدة باريس في 30 نوفمبر 1782

أنهت معاهدة باريس، التي وُقعت في باريس من قبل ممثلي ملك المملكة المتحدة جورج الثالث وممثلي الولايات المتحدة الأمريكية في 3 سبتمبر 1783، الحرب الثورية الأمريكية بشكل رسمي. رسمت المعاهدة الحدود بين الإمبراطورية البريطانية في أمريكا الشمالية والولايات المتحدة الأمريكية على خطوط «سخية للغاية» بالنسبة للأخيرة. وتضمنت التفاصيل حقوق الصيد واستعادة الملكيات وأسرى الحرب الثورية الأمريكية.
تُعرف هذه المعاهدة ومعاهدات السلام المنفصلة بين بريطانيا العظمى والأمم التي دعمت القضية الأمريكية -فرنسا وإسبانيا وجمهورية هولندا- مجتمعة باسم سلام باريس. وما يزال نافذ المفعول البند رقم 1 فقط من المعاهدة، الذي يقر بوجود الولايات المتحدة كدولة حرة وذات سيادة مستقلة.

## الاتفاقية
بدأت مفاوضات السلام في باريس في أبريل من عام 1782 واستمرت طوال الصيف. مثل الولايات المتحدة بنجامين فرانكلين وجون جاي وهنري لاورينس وجون آدامز. ومثل بريطانيا العظمى ديفيد هارتلي وريتشارد أوزوالد. صيغت المعاهدة في 30 نوفمبر عام 1782، ووُقعت في فندق ديورك (في الوقت الراهن شارع جاكوب 56) في باريس في 3 سبتمبر 1783 من قبل آدامز وفرانكلين وجاي وهارتلي.
حدثت الفصول الرئيسية للمعاهدة الأمريكية في سبتمبر من عام 1782، حين اقترح وزير الخارجية الفرنسي تشارلز غرافييه كونت دي فرجين حلًا لاقى معارضة شديدة من قبل حليفه، الولايات المتحدة. كانت فرنسا منهكة من الحرب وكان الجميع يريد السلام باستثناء إسبانيا، التي أصرت على متابعة الحرب إلى أن تستولي على جبل طارق من بريطانيا. طرح كونت دي فيرجين اتفاقًا تقبل به إسبانيا، عوضًا عن جبل طارق. تحصل الولايات المتحدة على استقلالها، لكنه سيقتصر على المنطقة الواقعة شرق جبال الأبلاش. وستحتفظ بريطانيا بالمنطقة الواقعة شمال نهر أوهايو، التي كانت جزءًا من مقاطعة كيبيك. وفي المنطقة الواقعة جنوب ذلك ستُنشأ دولة هندية عازلة مستقلة، تحت السيطرة الإسبانية.
وعلى الرغم من ذلك، أدرك الأمريكيون أنه بإمكانهم الحصول على صفقة أفضل مباشرة من لندن. أخبر جون جاي البريطانيين حالًا أنه مستعد للتفاوض معهم مباشرة وبالتالي تجاوز فرنسا وإسبانيا. وافق رئيس الوزراء البريطاني اللورد ويليام بيتي. وبصفته مسؤولًا عن المفاوضات البريطانية (بعضها جرى في غرفته في منزل لانسدون، وهو الآن بار في نادي لانسدون)، رأي بيتي آنذاك فرصة لفصل الولايات المتحدة عن فرنسا وجعل الدولة الجديدة شريكًا اقتصاديًا ثمينًا. كانت الشروط الغربية هي أن تحصل الولايات المتحدة على كامل المنطقة الواقعة شرق نهر الميسيسبي وشمال فلوريدا وجنوب كندا. وستكون الحدود الشمالية تقريبًا كما هي اليوم.
ستحصل الولايات المتحدة على حقوق الصيد قبالة سواحل نوفا سكوشيا ووافقت على السماح للتجار والموالين البريطانيين بمحاولة استعادة ملكياتهم. كانت المعاهدة مواتية للغاية للولايات المتحدة وقد كان ذلك متعمدًا من وجهة النظر البريطانية. تنبأ بيتي بتجارة ثنائية الاتجاه مربحة للغاية بين بريطانيا والولايات المتحدة التي كانت تشهد نموًا سريعًا، وهو ما حدث فعلًا.
وقعت بريطانيا العظمى أيضًا اتفاقيات منفصلة مع فرنسا وإسبانيا و(مؤقتًا) مع هولندا. في المعاهدة الموقعة مع إسبانيا، تنازلت بريطانيا عن أراضي شرق وغرب فلوريدا لمصلحة إسبانيا (بدون حدود شمالية واضحة، الأمر الذي أفضى إلى نزاع إقليمي جرى حله بموجب معاهدة مدريد في عام 1795). نالت إسبانيا أيضًا جزيرة مينوركا، إلا أن جزر باهاما وغرينادا ومونتسيرات، التي كان الفرنسيون والإسبان قد استولوا عليها، أعيدت إلى بريطانيا. كانت المعاهدة مع فرنسا تدور في الغالب حول تبادل الأراضي التي استولى عليها (كانت المكاسب الوحيدة الصافية لفرنسا هي جزيرة توباغو والسنغال في أفريقيا)، غير أنها عززت أيضًا المعاهدات السابقة، الأمر الذي ضمن حقوق الصيد قبالة نيوفنلاند. أعادت بريطانيا الممتلكات الهولندية في جزر الهند الشرقية، التي استولى عليها في عام 1781، إلى هولندا مقابل الامتيازات التجارية في جزر الهند الشرقية الهولندية بموجب معاهدة لم تستكمل حتى عام 1784.
أقر كونغرس كونفدرالية الولايات المتحدة معاهدة باريس في 14 يناير 1784 في أنابوليس، ماريلاند، في غرفة مجلس الشيوخ القديمة في منزل ولاية ماريلاند، الأمر الذي جعل أنابوليس أول عاصمة سلمية للولايات المتحدة. أُرسلت نسخ إلى أوروبا لتصادق عليها الأحزاب الأخرى المعنية، ووصلت أولى النسخ إلى فرنسا في شهر مارس من عام 1784. حدثت المصادقة البريطانية في 9 أبريل من عام 1784، وجرى تبادل النسخة المصدقة في باريس في 12 مايو من عام 1784.

## الشروط
تُعرف هذه المعاهدة ومعاهدات السلام المنفصلة بين بريطانيا العظمى والأمم التي دعمت القضية الأمريكية -فرنسا وإسبانيا وجمهورية هولندا- مجتمعة باسم سلام باريس. وما يزال نافذ المفعول البند رقم 1 فقط من المعاهدة، الذي يقر بوجود الولايات المتحدة كدولة حرة وذات سيادة مستقلة. تغيرت حدود الولايات المتحدة في السنين الأخيرة، وكان ذلك سببًا رئيسيًا لإلغاء بعض البنود في المعاهدة.
تعلن المقدمة أن المعاهدة «باسم الثالوث الأقدس الموحد» (ويلي ذلك إشارة إلى العناية الإلهية) وتشير إلى حسن نية الموقعين، وتعلن نية كلا الطرفين «نسيان كل سوء التفاهم والخلافات السابقة» و«يؤمن لكلا الطرفين السلام والوئام الدائمين».
- 1. تقر بريطانيا أن الولايات المتحدة (نيو هامشاير وخليج ماساتشوستس وجزيرة رود ومزارع بروفيدنس وكونيكتيكت ونيويورك ونيوجرسي وبنسلفانيا وديلوار وماريلاند وفيرجينيا وكارولاينا الشمالية وكارولاينا الجنوبية وجورجيا) ولايات حرة ومستقلة وذات سيادة، وأن التاج البريطاني وجميع الورثة والخلفاء يتنازلون عن مطالباتهم للحكومة وعن ملكياتهم وحقوقهم الإقليمية وكل جزء منها[10]
- 2. إنشاء حدود للولايات المتحدة، بما في ذلك على سبيل المثال لا الحصر الحدود بين الولايات المتحدة وأمريكا الشمالية البريطانية من نهر الميسيسبي إلى المستعمرات الجنوبية. وتتنازل بريطانيا عن أراضيها المملوكة مسبقًا
- 3. منح حقوق الصيد للصيادين الأمريكيين في غراند بانكس، قبالة سواحل نيوفنلاند وفي خليج سانت لورنس
- 4. الاعتراف بالديون المتعاقد عليها المشروعة التي يتعين دفعها للدائنين من كلا الجانبين
- 5. إن كونغرس الفيدرالية «يوصي بشدة» الهيئات التشريعية في الولايات بالاعتراف بالمالكين الشرعيين لجميع الأراضي المصادرة و «وردّ جميع العقارات والحقوق والملكيات التي صودرت من رعايا بريطانيين» (موالين)
- 6. ستمنع الولايات المتحدة المصادرات المستقبلية لملكيات الموالين
- 7. إطلاق سراح أسرى الحرب الثورية الأمريكية. وستبقى معهم جميع الملكيات البريطانية الموجودة الآن في الولايات المتحدة وستصادر
- 8. منح كل من بريطانيا العظمى والولايات المتحدة وصولًا دائمًا إلى نهر الميسيسبي
- 9. ستعاد الأراضي التي استولى عليها أي من الجانبين بعد المعاهدة دون تعويض
- 10. تصدق المعاهدة في غضون ستة أشهر من توقيعها

الخاتمة. «أنجزت في باريس. في هذا اليوم الثالث من سبتمبر في عام 1783»

## العواقب
علق المؤرخون في كثير من الأحيان أن المعاهدة كانت سخية للغاية تجاه الولايات المتحدة في ما يتعلق بالحدود الموسعة إلى حد بعيد. أكد مؤرخون مثل ألفورد وهارلو وريتشيسون أن الكرم البريطاني كان قائمًا على رؤية رجل دولة للعلاقات الاقتصادية الوثيقة بين بريطانيا والولايات المتحدة. كان الهدف من التخلي عن إقليم عبر الأبلاش الشاسعة تسهيل نمو السكان الأمريكيين وخلق أسواق مربحة للتجار البريطانيين دون أي تكاليف عسكرية أو إدارية لبريطانيا. كان الهدف أن تصبح الولايات المتحدة شريكًا تجاريًا رئيسيًا. وكما قال وزير الخارجية الفرنسي دي فيرجين في وقت لاحق «يشتري الإنجليز السلام عوضًا عن تحقيقه». أُدرجت فيرمونت ضمن الحدود لأن ولاية نيويورك أصرت على أن فيرمونت كانت جزءًا من نيويورك على الرغم من أن فيرمونت كانت في تلك الآونة تحت حكومة لم تعتبرها جزءًا من الولايات المتحدة.
سُحبت الامتيازات التي كان الأمريكيون قد تلقوها من بريطانيا بشكل تلقائي حين كانت لديهم مكانة استعمارية (بما في ذلك الحماية من القراصنة في البحر الأبيض المتوسط، انظر حرب طرابلس والحرب الأمريكية على إيالة الجزائر 1815). وتجاهلت الولايات الفردية النصائح الفيدرالية، بموجب البند رقم 5، لاستعادة ملكيات الموالين المصادرة، وأيضًا تجاهلت البند رقم 6 (مثل مصادرة ملكيات الموالين مقابل «ديون غير مدفوعة»). وتحدى بعضها، ولا سيما فيرجينيا، البند رقم 4 وحافظت على القوانين التي ترفض سداد القروض للدائنين البريطانيين.
حاول العديد من الموالين التقدم بطلب لاستعادة ملكياتهم في النظام القانوني للولايات المتحدة بعد الحرب، إلا أن ذلك باء بالفشل في معظم الأحيان.
تبين أن الجغرافيا الفعلية لأمريكا الشمالية لا تتطابق مع التفاصيل المستخدمة في المعاهدة. رسمت المعاهدة حدودًا جنوبية للولايات المتحدة، إلا أن الاتفاقية الأنجلو إسبانية المستقلة لم ترسم حدودًا شمالية لفلوريدا. افترضت الحكومة الإسبانية أن الحدود كانت ذات الحدود في اتفاقية 1763 التي بموجبها كانت قد منحت في البداية أراضيها في فلوريدا إلى بريطانيا العظمى.